# Bunica mi-a zis să-ți spun că-i pare rău
Bunica mi-a zis să-ți spun că-i pare rău (titlu original în suedeză Min mormor hälsar och säger förlåt) este un roman scris de editorialistul, bloggerul și scriitorul suedez Fredrik Backman. Cartea a fost publicată pentru prima dată în suedeză în 2013. Traducerea în engleză a fost publicată  în 2015 ca My Grandmother Asked Me to Tell You She's Sorry (în Regatul Unit ca My Grandmother Sends her Regards and Apologises). A fost tradus în peste 40 de țări. În 2017, romanul a fost pe lista lungă a Premiului Literar Internațional Dublin. În limba română a fost tradus de Andreea Caleman și a apărut în noiembrie 2017 la Editura Art în colecția Musai.

## Rezumat
Povestea are loc în Suedia și o urmărește pe Elsa, o copilă de 7 ani care știe că este diferită de ceilalți copii de vârsta ei. Elsa are obiceiul de a corecta gramatica celorlalți, este inteligentă pentru vârsta ei și este deosebit de apropiată de bunica ei, fost medic in zone calamitate. Când bunica ei moare, Elsa descoperă încet mai multe despre identitățile trecute ale bunicii sale, precum și despre viața oamenilor afectați de bunica ei.

## Primire
Kirkus Reviews o consideră "o carte înduioșătoare, amuzantă și inteligent scrisă."
Business Insider recomandă "ia-ți cu tine șervețelele atunci când începi sa citesti Bunica mi-a zis să-ți spun că-i pare rău, dar ia-ți și simțul umorului. Este genul acela de roman pe care dacă-l ratezi, n-o să ți-o ierți niciodată."

## Adaptări
Nordisk Film, cu sediul în Europa de Nord, a achiziționat drepturile de autor pentru carte în mai 2018.

## Carte audio
O versiune audio a acestei cărți a fost lansată în 2015 de Simon & Schuster, Inc. A fost citită de Joan Walker.